# Canoagem nos Jogos Olímpicos de Verão de 2008 - K-2 500 m feminino
A competição feminina do K-2 500 metros da canoagem nos Jogos Olímpicos de Verão de 2008 foi realizada entre os dias 19 e 23 de agosto de 2008, no Parque Olímpico Shunyi.

## Medalhistas
| Ouro   | HUN Katalin Kovács e Natasa Janics      |
| Prata  | POL Beata Mikolajczyk e Aneta Konieczna |
| Bronze | FRA Marie Delattre e Anne-Laure Viard   |

## Resultados

### Eliminatórias
Regras de classificação: 1º ao 3º → Final, 4º ao 7º mais 8º melhor tempo → Semifinal, os restantes eliminados

#### Eliminatória 1
| Pos. | Atletas                            | País                | Tempo    |    |
| ---- | ---------------------------------- | ------------------- | -------- | -- |
| 1    | Fanny Fischer, Nicole Reinhardt    | GER Alemanha        | 1:43.412 | QF |
| 2    | Beata Mikolajczyk, Aneta Konieczna | POL Polônia         | 1:44.631 | QF |
| 3    | Michala Mruzkova, Jana Blahova     | CZE República Checa | 1:45.104 | QF |
| 4    | Anne Rikala, Jenni Mikkonen        | FIN Finlândia       | 1:45.735 | QS |
| 5    | Beatriz Manchon, Sonia Molanes     | ESP Espanha         | 1:46.646 | QS |
| 6    | Shinobu Kitamoto, Mikiko Takeya    | JPN Japão           | 1:46.980 | QS |
| 7    | Ivana Kmetova, Martina Koholova    | SVK Eslováquia      | 1:47.284 | QS |
| 8    | Michele Eray, Bridgette Hartley    | RSA África do Sul   | 1:47.341 | QS |
| 9    | Jessica Walker, Anna Hemmings      | GBR Grã-Bretanha    | 1:47.435 |    |

#### Eliminatória 2
| Pos. | Atletas                             | País          | Tempo    |    |
| ---- | ----------------------------------- | ------------- | -------- | -- |
| 1    | Katalin Kovács, Natasa Janics       | HUN Hungria   | 1:42.162 | QF |
| 2    | Marie Delattre, Anne-Laure Viard    | FRA França    | 1:43.832 | QF |
| 3    | Hannah Davis, Lyndsie Fogarty       | AUS Austrália | 1:45.124 | QF |
| 4    | Kristin Ann Gauthier, Mylanie Barre | CAN Canadá    | 1:46.129 | QS |
| 5    | Yvonne Schuring, Viktoria Schwarz   | AUT Áustria   | 1:46.980 | QS |
| 6    | Stefania Cicali, Fabiana Sgori      | ITA Itália    | 1:47.018 | QS |
| 7    | Beatriz Gomes, Helena Rodrigues     | POR Portugal  | 1:47.588 | QS |
| 8    | Xu Linbei, Wang Feng                | CHN China     | 1:47.645 |    |

### Semifinal
Regras de classificação: 1º ao 3º → Final, os restantes eliminados
| Pos. | Atletas                             | País              | Tempo    |    |
| ---- | ----------------------------------- | ----------------- | -------- | -- |
| 1    | Shinobu Kitamoto, Mikiko Takeya     | JPN Japão         | 1:43.541 | QF |
| 2    | Anne Rikala, Jenni Mikkonen         | FIN Finlândia     | 1:44.624 | QF |
| 3    | Yvonne Schuring, Viktoria Schwarz   | AUT Áustria       | 1:44.834 | QF |
| 4    | Beatriz Manchon, Sonia Molanes      | ESP Espanha       | 1:45.313 |    |
| 5    | Beatriz Gomes, Helena Rodrigues     | POR Portugal      | 1:46.021 |    |
| 6    | Stefania Cicali, Fabiana Sgori      | ITA Itália        | 1:46.163 |    |
| 7    | Ivana Kmetova, Martina Koholova     | SVK Eslováquia    | 1:46.380 |    |
| 8    | Michele Eray, Bridgette Hartley     | RSA África do Sul | 1:47.018 |    |
| 9    | Kristin Ann Gauthier, Mylanie Barre | CAN Canadá        | 1:47.510 |    |

### Final
| Pos. | Atletas                            | País                | Tempo    |
| ---- | ---------------------------------- | ------------------- | -------- |
|      | Katalin Kovács, Natasa Janics      | HUN Hungria         | 1:41.308 |
|      | Beata Mikolajczyk, Aneta Konieczna | POL Polônia         | 1:42.092 |
|      | Marie Delattre, Anne-Laure Viard   | FRA França          | 1:42.128 |
| 4    | Fanny Fischer, Nicole Reinhardt    | GER Alemanha        | 1:42.899 |
| 5    | Shinobu Kitamoto, Mikiko Takeya    | JPN Japão           | 1:43.291 |
| 6    | Hannah Davis, Lyndsie Fogarty      | AUS Austrália       | 1:43.969 |
| 7    | Anne Rikala, Jenni Mikkonen        | FIN Finlândia       | 1:44.176 |
| 8    | Michala Mruzkova, Jana Blahova     | CZE República Checa | 1:44.870 |
| 9    | Yvonne Schuring, Viktoria Schwarz  | AUT Áustria         | 1:44.965 |